# Epoch (Tycho)
Epoch är det femte studioalbumet av den amerikanske musikern Tycho. Det släpptes i september 2016 av Ghostly International.

## Låtlista
Alla låtar skrivna av Scott Hansen.
| Nr  | Titel     | Längd |
| --- | --------- | ----- |
| 1.  | Glider    | 4:53  |
| 2.  | Horizon   | 4:09  |
| 3.  | Slack     | 4:11  |
| 4.  | Receiver  | 4:15  |
| 5.  | Epoch     | 5:45  |
| 6.  | Division  | 3:58  |
| 7.  | Source    | 4:18  |
| 8.  | Local     | 2:53  |
| 9.  | Rings     | 4:08  |
| 10. | Continuum | 1:44  |
| 11. | Field     | 2:40  |